# Ferków Gronik
Ferków Gronik (1013 m) – szczyt Gorców znajdujący się w bocznym grzbiecie odbiegającym od Pasma Gorca w południowym kierunku do doliny Ochotnicy. Zwornik dla tego grzbietu znajduje się w odległości około 500 m na południowy zachód od szczytu Gorca. Kolejno od góry znajdują się w nim wzniesienia: Jaworzynka Gorcowska i Ferków Gronik, na którym grzbiet rozgałęzia się na dwa podrzędne grzbiety, pomiędzy którymi znajduje się dolina Skrodzieńskiego Potoku. Zachodnie stoki Ferkowego Gronika opadają do dolinki Pierdułowskiego Potoku.
Szczyt Ferkowego Gronika jest porośnięty lasem, ale na jego stokach jest kilka polan. Bezleśny jest również grzbiet między nim a Jaworzynką Gorcowską. Stoi tu dom i kapliczka. Obok niej i wschodnimi stokami Ferkowego Gronika prowadzi szlak turystyczny.
Grzbietem Ferkowego Gronika biegnie granica między wsiami Ochotnica Dolna (stoki wschodnie) i Ochotnica Górna (stoki zachodnie) w województwie małopolskim, w powiecie nowotarskim, w gminie Ochotnica Dolna.

## Szlak turystyczny
Ochotnica Dolna – Ferków Gronik – Hale Gorcowskie – Hale Podgorcowe – Gorc Gorcowski – Gorc. Odległość 7,3 km, suma podejść 640 m, suma zejść 40 m, czas przejścia 2:50 h, ↓ 1:40 h.

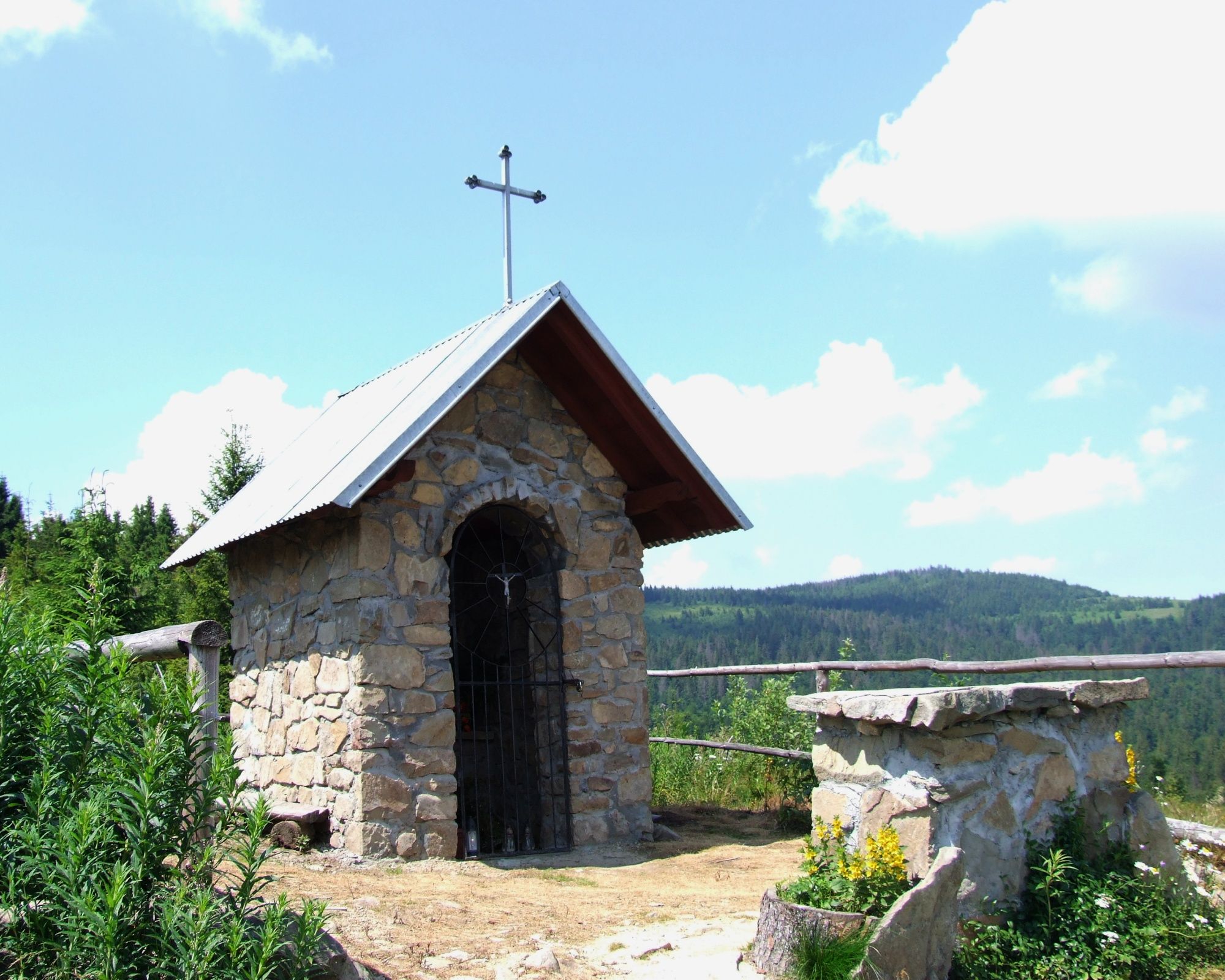
Kapliczka na przełęczy między Jaworzynką Gorcowską i Ferkowym Gronikiem